# Hala Al-Abdallah Yacoub
Hala Al-Abdallah Yacoub ((ALA-LC: Halat Aleabdialilih Yaequb) (en árabe: هالة العبد الله يعقوب) Hama 1956) es una figura siria, cineasta, directora de cine, documentalista actriz, y escritora, que vive habitualmente en París donde también es productora de filmes.
Adquirió predominancia artística, y reconocimiento, por Soy quien lleva flores a su tumba, Je suis celle qui porte les fleurs vers sa tombe, I Am She who Brings the Flowers to her Grave, Comme si nous attrapions un cobra, As If We Were Catching a Cobra, and Besieged Like Me (2016)

## Biografía
Ya de joven, se involucró en política, siendo arrestada a los 20 años; y pasó 14 meses en la cárcel. Más tarde se mudó a París con su esposo, Youssef Abdelke. Allí decidió embarcarse en la cinematografía.
Comenzó a trabajar en el cine a sus 31 años, operando entre Francia y Siria. Originalmente colaboradora artística, se convirtió luego en codirectora. Además, es productora y gerenta de la compañía Ramadfilm en Siria.
Vive habitualmente en París produciendo películas. Comme si nous attrapions un cobra, As If We Were Catching a Cobra, and Besieged Like Me (2016)

## Obra

### Cinematografía
- Mouhassaron mithli documental, 2016

- Comme si nous attrapions un cobra (Como si hubiéramos atrapado una cobra, As If We Were Catching A Cobra) 2012[11]

- Hé! N'oublie pas le cumin (¡Oye! No olvides el comino, Hey! Don't Forget the Cumin) 2008[2]

- Yolla, Un retour vers soi (Yolla, un regreso a uno mismo) 2008, para France Culture.[11]

- I Am the One Who brings Flowers to Her Grave (Yo soy el que trae flores a su tumba) 2006[12]

- L'homme aux semelles d'or (El hombre con suelas doradas, The Man with Golden Soles) 2000, con Omar Amiralay[13]

### Escritos
- 2016. Mouhassaron mithli, ensayo.

- 2006. Ana alati tahmol azouhour ila qabriha, ensayo.